# NGC 7258
NGC 7258 (również PGC 68710) – galaktyka spiralna (Sb), znajdująca się w gwiazdozbiorze Ryby Południowej. Odkrył ją John Herschel 30 lipca 1834 roku.